# UFC Fight Night: Blaydes vs. Lewis
UFC Fight Night: Blaydes vs. Lewis (também conhecido como UFC Fight Night 185 e UFC on ESPN+ 43) foi um evento de MMA produzido pelo Ultimate Fighting Championship em 20 de fevereiro de 2021 no UFC Apex em Las Vegas, Nevada.

## Background
Uma luta no peso pesado entre Curtis Blaydes e Derrick Lewis foi a luta principal da noite.
Uma luta no peso médio entre Phil Hawes e Nassourdine Imavov foi marcada para este evento.

## Bônus da Noite
Os lutadores receberam $50.000 de bônus:
- Luta da Noite: Não houve lutas premiadas.
- Performance da Noite:    Derrick Lewis,  Chris Daukaus,  Tom Aspinall e   Aiemann Zahabi